# Eleodoro Sánchez Lahoz
Eleodoro Sánchez Lahoz (General Alvear, Mendoza, 3 de julio de 1917 - Buenos Aires, 9 de febrero de 2004) fue un militar argentino de alto grado con actuación en la Revolución Argentina.

## Biografía
Graduado del Colegio Militar como subteniente de artillería. Ascendió a general de brigada en 1964 y a general de división en 1968. Estuvo en el Estado Mayor General del Ejército, y fue comandante de la III Brigada de Infantería con asiento en Curuzú Cuatiá y director de la Escuela Superior de Guerra.
En 1966 fue interventor federal en la provincia de Santa Fe, designado por la Junta Revolucionaria, desplazando al gobernador.
Era comandante del III Cuerpo de Ejército con asiento en camino a La Calera km 8 ½, provincia de Córdoba. Cuando estalló el "Cordobazo", respondió al llamado de auxilio del gobernador Carlos José Caballero. Así, reprimió el alzamiento obrero y popular la IV Brigada, dependiente del III Cuerpo, al comando del general de brigada Jorge Raúl Carcagno.
Tras su retiro, el 4 de junio de 1971 fue designado embajador en el Paraguay por el presidente de facto Alejandro Agustín Lanusse, hasta 1973.